# Superior (Nebraska)
Superior je grad u američkoj saveznoj državi Nebraska. Prema popisu stanovništva iz 2010. u njemu je živjelo 1,957 stanovnika.